# مقاطعة تريغ (كنتاكي)
مقاطعة تريغ (بالإنجليزية: Trigg County, Kentucky) هي إحدى مقاطعات ولاية كنتاكي في الولايات المتحدة. تأسست سنة 1820، بلغ عدد سكانها 12597 نسمة في عام 2010 حسب إحصاء مكتب تعداد الولايات المتحدة .

## وصلات خارجية
- http://www.triggcounty.ky.gov/ نسخة محفوظة 24 أكتوبر 2014 على موقع واي باك مشين.
- United States Counties